# جو کمپل (بازیکن فوتبال، زاده ۱۸۹۴)
جو کمپل (انگلیسی: Joe Campbell; ۱۳ آوریل ۱۹۰۴ – ۱۹۷۶) بازیکن فوتبال بود.